# Злобін Микола Васильович
Микола Васильович Злобін (англ. Nikolai Zlobin; нар. 1 березня 1958, Москва, за іншими даними 1 березня 1957) — американський і російський політолог, історик, публіцист, президент Центру глобальних інтересів у Вашингтоні. Автор книг і публікацій на політиці, історії, російсько-американським відносинам, які публікувалися зокрема, в The New York Times, Los Angeles Times, International Herald Tribune, Chicago Tribune.

## Біографія
Народився в родині радянського історика Василя Злобіна та вченого секретаря відділення ядерної фізики АН СРСР Клари Костянтинівни Злобіна (Бондаренко).
Закінчив московську школу № 14 (якийсь час була № 26, нині № 2068).
У 1974—1979 роках навчався на історичному факультеті МДУ, науковий керівник — професор Дробижев. У 1979—1982 роки — в аспірантурі МДУ, в 1983 році захистив кандидатську дисертацію на тему «Вдосконалення наукового управління соціальним розвитком трудового колективу в умовах розвиненого соціалізму: на прикладі Волзького автомобільного заводу ім. 50-річчя СРСР та Автомобільного заводу ім. Ленінського Комсомолу»
.
У 1990—1993 роки пройшов докторантуру ФДМ МДУ.
1983—1993 роки викладав і займався науковою роботою в МДУ. Молодший науковий співробітник, асистент, старший викладач, доцент, провідний науковий співробітник. У той час був радником Президента СРСР Михайла Горбачова і пізніше радником Президента Російської Федерації Бориса Єльцина.
У 1993—2000 роках працював в якості запрошеного професора і дослідника у ряді університетів США, в тому числі у 1995—1999 роках в Вебстерском університеті. Виступав з доповідями в Інституті Кеннана, Міжнародному центрі для науковців імені Вудро ВільсонаМеждународном центре учёных имени Вудро Вильсона, Американському університеті у Вашингтоні, Джорджтаунському університеті, Стенфордському університеті, Вебстерском університеті, Університеті Джорджа Вашингтона і Гарвардському університеті.
1993—2013 роки — співредактор першого наукового журналу по демократизації колишнього СРСР DemokratizatsiyaDemokratizatsiya, який видається в США. 2000—2004 роки — засновник і директор міжнародного інформаційного агентства Washington Profile. 2001—2005 роки — директор російських і азіатських програм Центру оборонної інформації США, Вашингтон. З 2004 року-постійний член міжнародного дискусійного клубу «Валдай». 2005—2014 роки був членом експертної ради РИА Новости. У період 2006—2012 років — директор російських і азіатських програм Інституту світової безпеки у Вашингтоні, США. З 2008 року постійний учасник Світового політичного форуму в Ярославлі. З 2012 року засновник і президент Center on Global InterestsCenter on Global Interests у Вашингтоні.
Член редколегій і рад ряду академічних і політичних видань і серій в різних країнах світу, в тому числі «Континенту», «Вільної думки», «Загальної зошити», «Політичних досліджень» та ін Член рад директорів та наглядових рад ряду російських, американських і міжнародних аналітичних організацій та центрів.

## Наукові роботи
Автор 17 книг і понад 300 академічних статей, глав та розділів у колективних монографіях, а також великої кількості публіцистичних матеріалів, опублікованих на 16 мовах більш ніж в 30 країнах світу. Автор низки університетських підручників з історії, політики і глобальної журналістики, виданих у різних країнах. Співавтор першого «некомуністичного» підручника з історії СРСР для старших класів, що видавався в СРСР наприкінці 1980-х років. Автор першого історичного праці російською мовою про президента США Гаррі Трумене і першого архівного дослідження історії підготовки фултонській промові Вінстона Черчілля в березні 1946 року, яка вважалася в СРСР оголошенням холодної війни. Співавтор першого в США і світі підручника з глобальної журналістики та основ медійної грамотності, переведеної на багато мов.

### Публіцистика
На початку 2000-х років вів колонку в «Известиях», в 2008—2014 роках вів регулярні колонки в газетах «Відомості» і «Російська газета», в 2010—2012 роках вів колонку в «Снобе». Багато разів публікувався в The New York Times, International Herald Tribune, The Washington Post, Financial Times, Los Angeles Times.
У 2008—2009 роках вів щотижневу рубрику на радіо «Срібний дощ» у програмі «Солов'їні трелі». З 2010 року бере участь у щотижневій програмі «Повний контакт» в шоу Володимира Соловйова на радіо «Вести ФМ». Частий гість і коментатор телевізійних та радіо програм, зокрема на радіо Ехо Москви і на телеканалі Al Jazeera America.

## Погляди та світогляд
У 2001 році висунув теорію бесполярного світу як основи сучасної міжнародної системи. Дав визначення зовнішньої політики як правильно усвідомленого і формализованному державного егоїзму. Є прихильником ідеї розмивання суверенітету національних держав, вважає, що традиційні національні держави та економіки зживають себе. Виступає за формування нових принципів міжнародної безпеки і принципово нової структури міжнародних інститутів. Критикує регіональний підхід до забезпечення безпеки.
Неодноразово заявляв, що СРСР ще не розпався остаточно і кордони на пострадянському просторі будуть змінюватися. Напевно, єдиний американський політолог, відкрито виступав за незалежність Абхазії і який вітав її визнання Росією в 2008 році. При цьому високо ставить внутрішньополітичні досягнення Грузії. Вважає, що Росії може загрожувати розпад на декілька держав. Є прихильником поступової ліквідації внутрішніх національних кордонів Росії.

### Спілкування з Путіним
Відомий як жорсткий критик російської політики, хоча є і протилежна думка, що він непублічно її підтримує.
Неодноразово спілкувався безпосередньо з російськими лідерами. Так, наприклад, відомо, що в 2005 році Злобін взяв у Володимира Путіна розписку в тому, що той не буде балотуватися в президенти в 2008 році, а також змінювати Конституцію з тим, щоб таку можливість отримати. У бесіді 2006 року Путін сказав Злобін, що не вважає себе політиком в традиційному сенсі слова. Це ж Путін повторив Злобін в Ново-Огарьово в лютому 2012 року. У 2008 році на питання Миколи Злобіна «А скільки ви пропрацюєте прем'єр-міністром?» Володимир Путін дав відповідь: «Скільки Бог дасть».
Вважається автором головних запитань на тему виборів-2012. Саме в розмові з Злобиным у вересні 2009 року Володимир Путін сказав, що вони з Дмитром Медведєвим «однієї крові» і на президентських виборах 2012 року вони конкурувати не будуть, а сядуть удвох і домовляться. «Сядемо, домовимося залежно від конкретної ситуації. Вирішимо між собою». Через два дні цю думку висловив Злобін Дмитро Медведєв, підкресливши, що «якийсь час назад я і в президенти балотуватися не збирався, але так доля розпорядилася, і тому я для себе нічого не загадую, нічого не виключаю».
Восени 2011 року Злобін запитав у Путіна про те, чому створена ним система влади не народжує нових молодих політиків високого рівня, на що Путін заперечив, але зміг назвати тільки Дмитра Медведєва в якості прикладу. У грудні 2011 року Злобін в прямому ефірі поставив Путіну питання про союзників Росії у світі, на що Путін відповів про виграш Росією права на проведення Олімпіади в Сочі, що показує, що в Росії «багато союзників».

## Критика
У 2012 році Злобін став одним з небагатьох, хто відносно позитивно оцінив перебування Дмитра Медведєва на посту президента Росії, особливо його зовнішню політику, за що зазнав сильної критики в міжнародних експертних колах.
Згаданий у документі, опублікованому WikiLeaks, де названий американським політологом, які мають контакти з «Єдиною Росією». Як наголошується в документі, зробив висновок, що правлячий тандем «працює».

## Книги
Видавництво Ексмо:
- «Хто є хто в команді Трампа?» [Архівовано 17 жовтня 2017 у Wayback Machine.] (2017) ISBN 978-5-699-96017-0 [Архівовано 17 жовтня 2017 у Wayback Machine.]
- «Імперія свободи: цінності і фобії американського суспільства» [Архівовано 17 листопада 2016 у Wayback Machine.] (2016) ISBN 978-5-699-92226-0
- «Російська віраж: куди йде Росія?» [Архівовано 5 вересня 2017 у Wayback Machine.] (2014) (з Володимиром Соловйовим) ISBN 5-457-60902-2, ISBN 978-5-457-60902-0
- «Америка: виплодок раю» [Архівовано 7 серпня 2017 у Wayback Machine.] (2013) ISBN 5-457-34742-7, ISBN 978-5-457-34742-7
- «Америка… Живуть же люди!» [Архівовано 7 серпня 2017 у Wayback Machine.] (2012) ISBN 5-457-08173-7, ISBN 978-5-457-08173-4
- «Путін—Медведєв. Що далі?» [Архівовано 17 січня 2014 у Wayback Machine.] (2010) (з Володимиром Соловйовим) ISBN 5-699-40992-0, ISBN 978-5-699-40992-1
- «Протистояння. Росія. США.» [Архівовано 7 серпня 2017 у Wayback Machine.] (2009) (передмова Олександра Волошина, коментарі Володимира Соловйова) ISBN 5-699-32158-6, ISBN 978-5-699-32158-2
- Злобин, Н. {{{Заголовок}}}. — ISBN 978-5-699-34086-6. ISBN 5-699-34086-6
- Шляхи перебудови: досвід та сучасність. Изд. Вища школа, 1989 р. 190 с.[21]

Інші:
- «У кулуарах Вашингтона: умонастрої істеблішменту США в роки другого терміну президента Джорджа Буша (2005—2008)» (2009) (з Левом Бєлоусовим)
- International Communication: A Media Literacy Approach (2004) (з Артуром Силверблаттом)
- «Росія на пострадянському просторі»